# Vaso Čubrilović
Vaso Čubrilović, vagy magyaros írásmóddal Vasza Csubrilovity (Васо Чубриловић) (Bosanska Gradiška, 1897. január 14. – Belgrád, 1990. június 11.), jugoszláviai szerb politikus, történész, akadémikus. Részt vett a Ferenc Ferdinánd főherceg elleni szarajevói merényletben. Ugyan nem ő gyilkolta meg a trónörököst és állapotos feleségét, de 16 évi börtönbüntetésre ítélték.

## Élete

### Gyermek- és ifjúkora
Általános iskoláit és a gimnáziumot Szarajevóban végezte. Gimnáziumi évei alatt ismerte meg Danilo Ilićet, és az Ifjú Bosznia (Mlada Bosna) illegális szervezet tagja lett.
1914. június 28-án részt vett a Ferenc Ferdinánd osztrák–magyar trónörökös és felesége, Chotek Zsófia elleni gyilkos merényletben. Mivel fiatalkorú volt, a bíróság nem ítélte halálra, hanem 16 év börtönbüntetést kapott, amit egy szarajevói fegyintézetben kezdett el letölteni.
1918-ban, az Osztrák–Magyar Monarchia széthullása után kiszabadult és Szerbiába költözött.

### Politikai és egyetemi karrierje
1922-ben Belgrádban történészi diplomát szerzett. Gimnáziumi tanár volt Karlócán (Sremski Karlovci), Szarajevóban, Belgrádban. 1929-ben doktorált, 1934-től docens, 1939-től óraadó, majd 1946-tól rendes professzora volt a belgrádi egyetemnek. Összesen mintegy 40 évet töltött ebben az intézményben. 1937. március 7-én látott napvilágot az albánokra vonatkozó hírhedt kitelepítési terve, „Az albánok kiűzése” („Istеrivаnjе Аlbаnаcа”).
A második világháborúban részese volt a németellenes propagandának, a megszálló hatóságtól nem fogadta el kinevezését a Belgrádi Egyetemre, ezért elfogták, és a banjicai tábor foglya lett (Bаnjicа a mai Belgrád egyik elővárosa). 1943-ban engedték szabadon. Belgrádban várta ki a háború végét.
A Demokratikus Föderatív Jugoszlávia (Demokratska Federativna Jugoslavija DFJ) első, ideiglenes kormányában mint tekintélyes tudóst a földművelésügyi miniszternek nevezték ki, 1945-ben. A második világháború előtt tagja volt a Földműves Pártnak (Zemljoradnička stranka), de ekkor a Jugoszláv Kommunista Pártnak (Komunistička Partija Jugoslavije) is tagja lett. Ezután a titói rendszert kritikátlanul kiszolgálta, amiért több miniszteri tárcát is kapott.
Belgrád felszabadítása után tudományos karrierje is felfelé ívelt. A Bölcsészettudományi Egyetem dékánja lett. Vеsеlin Čајkаnоvićot váltotta fel, akit Belgrád városának becsületbírósága megfosztott „nemzeti becsületétől”, és ennek értelmében minden funkciójától is.
Tagja lett az egyetemet megújító bizottságnak, és a Bölcsészettudományi Egyetem felügyelője (komesar) lett. A délvidéki vérengzéseket követően Čubrilović volt a tervezett kitelepítések egyik ideológiai értelmi szerzője, aki a németek, magyarok, albánok, olaszok és románok eme internálási sorrendjét kívánta alkalmazni. Úgy vélte, hogy miután e „kisebbségek a háború alatt bűnöket követtek el a jugoszláv nemzetek ellen, nem tűrhetők meg Jugoszlávia területén.”
A Jugoszláv Föderatív Népköztársaság (Federativna Narodna Republika Jugoslavija, FNRЈ) kormányának megalakulásakor 1945–1946 között a földművelésügyi tárcát kapta meg, 1946–1950 között erdészeti miniszter volt.
1970-ben megalapította a belgrádi Balkanológiai Intézetet (Bаlkаnоlоški institut), és a Jugoszlávia Története fakultáson rendes professzorként együtt dolgozott annak létrehozójával, dr. Јоvаn Mаrјаnоvić-tyal.
Belgrád városának Októberi díját (Оktоbаrskа nаgrаdа grаdа Bеоgrаdа) és a Július 7-e díjat (Sеdmојulskа nаgrаdа) is megkapta.

## Művei
Több történelni mű szerzője, főleg a délszláv történelemmel foglalkozott:
- Istеrivаnjе Аlbаnаcа, Belgrád, 1937
- Bоsаnski ustаnаk 1875-1878, Srpskа krаljеvskа аkаdеmiја nаukа 1930 LXXXIII; Szаrајеvó, 1962
- Bоsаnski Frајkоri u Аustrо-turskоm rаtu 1788-1791, Brаtstvо (Szabadka?), 1933
- Pоrеklо muslimаnskоg plеmstvа u Bоsni i Hеrcеgоvini, Јugоslоvеnski istоriski čаsоpis, Belgrád, 1935. br.1-4.
- Prvi srpski ustаnаk i bоsаnski Srbi, Belgrád, 1939
- Pоlitičkа prоšlоst Hrvаtа, Belgrád, 1940
- Istоriја pоlitičkе misli u Srbiјi 19. vеkа, Belgrád, 1956; Szаrајеvó, 1960
- Tеrminоlоgiја plеmеnskоg društvа u Crnој Gоri, Belgrád, 1956
- Оdаbrаni istоriјski rаdоvi, Belgrád, 1966
- Srpskа prаvоslаvnа crkvа pоd Turcimа оd XV dо XIX vеkа, Belgrád, 1967

## Fordítás
- Ez a szócikk részben vagy egészben  a(z)   Васо Чубриловић című szerb Wikipédia-szócikk ezen változatának fordításán alapul.  Az eredeti cikk szerkesztőit annak laptörténete sorolja fel. Ez a jelzés csupán a megfogalmazás eredetét és a szerzői jogokat jelzi, nem szolgál a cikkben szereplő információk forrásmegjelöléseként.
- Ez a szócikk részben vagy egészben  a   Vaso Čubrilović című horvát Wikipédia-szócikk ezen változatának fordításán alapul.  Az eredeti cikk szerkesztőit annak laptörténete sorolja fel. Ez a jelzés csupán a megfogalmazás eredetét és a szerzői jogokat jelzi, nem szolgál a cikkben szereplő információk forrásmegjelöléseként.